# Akihiko Honda
Akihiko Honda (jap. 本田明彦 Honda Akihiko; ur. 9 września 1947) – japoński promotor i menedżer bokserski.

## Życiorys
Od 1964 prezydent Teiken Promotions jednej z najbardziej wpływowych i skutecznych firm promocyjnych w Japonii. Organizował między innymi w 1988 walkę o mistrzostwo świata w wadze ciężkiej Mika Tysona z Tonym Tubbsem na otwarcie hali Tokyo Dome oraz w 1990 walkę między Tysonem a Jamesem „Busterem” Douglasem w tym samym miejscu.
Jako menedżer, Honda kierował karierami mistrzów świata: Masao Ohba, Jiro Watanabe, Genaro Hernandeza i Eloya Rojasa. Obecnie prowadzi karierę między innymi Jorge Linaresa, Romana Gonzalesa i Edwina Valero.
W 2009 roku został członkiem Międzynarodowej Galerii Sław Boksu.